# Reversing Roe
Reversing Roe és una pel·lícula documental estatunidenca del 2018 dirigida per Ricki Stern i Anne Sundberg. A través d'entrevistes, s'analitzen les lleis de l'avortament als Estats Units d'Amèrica i els efectes de la decisió de 1973 del cas Roe contra Wade. L'obra és distribuïda internacionalment per l'empresa subministradora de vídeo a la carta Netflix, on es va estrenar el 13 de setembre de 2018.

## Argument
Les documentalistes Ricki Stern i Anne Sundberg entrevisten a diversos polítics, experts i activistes sobre l'estat de la política de l'avortament als Estats Units i sobre la decisió històrica del Tribunal Suprem dels Estats Units d'Amèrica de 1973 en el cas Roe contra Wade.

## Repartiment
- Donna Howard com a ella mateixa
- John Seago com a ell mateix
- Brigitte Amiri com a ella mateixa
- Troy Newman com a ell mateix
- Colleen McNicholas com a ella mateixa
- Linda Greenhouse com a ella mateixa
- Tom Davis com a ell mateix

## Recepció
El documental es va estrenar arreu del món el 13 de setembre de 2018 a través de Netflix. Després de la seva estrena, la pel·lícula va rebre l'aclamació universal de la crítica. A l'agregador de ressenyes Rotten Tomatoes, l'obra té una puntuació d'aprovació del 88% basada en vuit ressenyes. Metacritic, que utilitza una mitjana ponderada, va assignar una puntuació de 70 sobre 100, basada en 4 crítiques, indicant «crítiques generalment favorables».
Robert Abele del Los Angeles Times va escriure: «A mesura que la polèmica es va convertir en conseqüència del món real, Reversing Roe ens recorda que com més dones s'impliquin en els seus drets, més probabilitats tindrem de veure una lluita justa i de principis». Ben Kenigsberg del The New York Times va afirmar que la pel·lícula «ofereix una visió general clara i accessible de més de cinquanta anys de la història social i jurídica del tema als Estats Units». Brian Lowry, de la CNN, va ser més crític amb la pel·lícula, i va afirmar: «Si bé el documental aporta una il·luminació benvinguda sobre la història de Roe —en el camí que ens va portar a aquest moment crucial— els cineastes, potser inevitablement, van passar per alt alguns moments clau i alteren el camí».
La pel·lícula va ser nominada al Millor documental sobre política i govern als 40è Premis Emmy de Notícies i Documentals.